# Fischgeschwänzt
Der Begriff fischgeschwänzt ist ein Fachausdruck in der Heraldik und wird bei der Wappenbeschreibung verwendet, wenn Menschen oder
Wappentiere von der Hüfte abwärts mit einem Fischschwanz im Wappen dargestellt werden, der auch gespalten sein kann, wie es bei der Meerfrau vorkommt.
Zu den fischgeschwänzten Gestalten sind Tritonen, Seepferde, Fischgreif, Seelöwe, Meerfrau, Wasserfrau und andere Phantasiegestalten hinzuzurechnen.
In älteren heraldischen Schriften werden Tiere mit Fischschwanz auch Mörwurm genannt.

Hase, fischgeschwänzt (Stadt- und Landgemeinde Parchwitz (Prochowice), Polen)[2]
Hirschkopf, fischgeschwänzt (Zarasai, Litauen) (Hirschkopffisch)
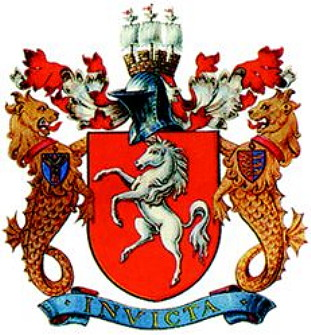
zwei fischgeschwänzte Löwen als Schildhalter im Wappen des Kent County Council
fischgeschwänzter Löwe im Wappen der NL-Provinz Flevoland
zwei fischgeschwänzte Seepferde als Schildhalter im Wappen von Almere
fischgeschwänzter Löwe im Wappen von Burgas (Bulgarien)
Pferd und Löwe – zwei fischgeschwänzte Schildhalter
Fischgeschwänztes Pferd im Oberwappen und als ein Schildhalter (Belfast)
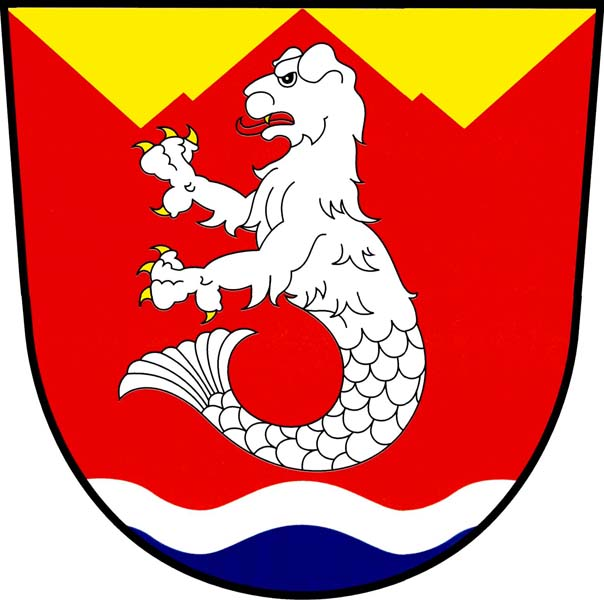
fischgeschwänzter Hund (Hundfisch)
Wądroże Wielkie: Einhorne als zwei fischgeschwänzte Schildhalter (Einhornfisch)[2]
Fischgeschwänzte Löwen im Wappen von  Lelystad